# Comarca de Betanzos
A Comarca de Betanços é uma comarca galega que inclui os seguintes concelhos:  Aranga, Betanços, Coirós, Cúrtis, Irijoa, Minho, Oza-Cesuras, Paderne, Vilar Maior e Vila Santar.
Seus limites territoriais são: ao norte, com a comarca do Eume; ao leste, com a da Terra Chã; ao sul, com a Terra de Melide, Comarca de Arçua e Ordes e, a oeste, com a Comarca da Corunha.